# Schloss Dačice

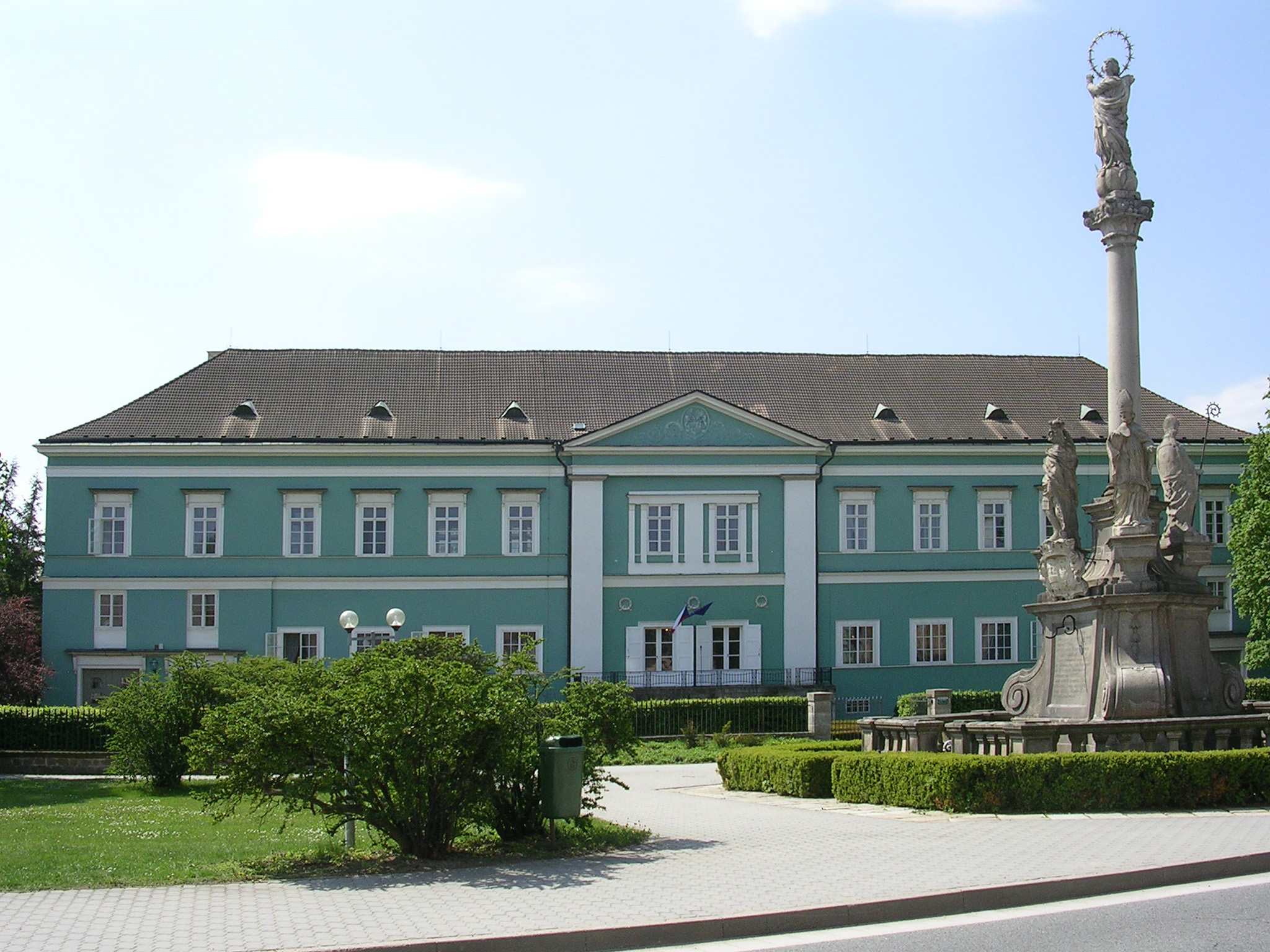
Schloss Dačice

Das Schloss Datschitz ist ein Schloss in der Stadt Dačice im Süden Tschechiens und war das Zentrum der Herrschaft Datschitz.

## Baugeschichte
Nachweisbar ist ein Schloss an dieser Stelle, als die Familie Kraiger von Kraigk, die zu diesem Zeitpunkt die Herrschaft innehatten, es im 16. Jahrhundert im Stil der Renaissance erbauten. Ob es sich um einen kompletten Neubau oder möglicherweise nur um einen umfassenden Umbau eines älteren Bauwerks handelte, ist ungeklärt.
Nach dem Kauf von Herrschaft und Schloss ließ Graf Heinrich Karl von Ostein das Schloss im Barock-Stil umbauen. 1809 ging das Schloss durch Erbschaft an Friedrich Karl Anton von Dalberg über, der früh starb. Ihm folgte sein Bruder Karl Anton von Dalberg nach. Dieser ließ das Schloss 1832–1833 durch den Wiener Architekten Karl Schleps klassizistisch umbauen. Auch wurde der barocke Park in einen englischen Landschaftsgarten umgestaltet.

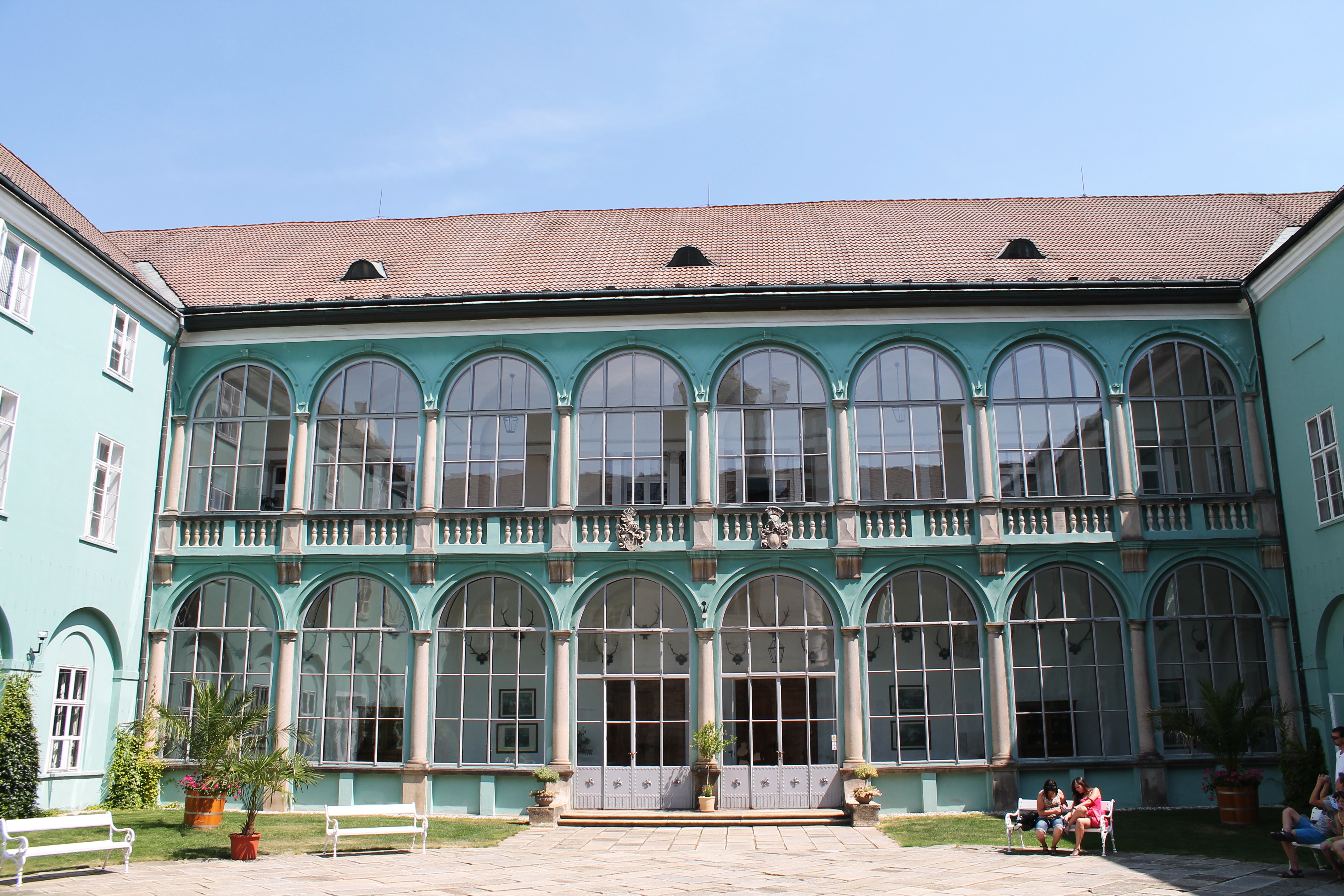
Hoffassade

Weitere Umbauten wurden im ersten Jahrzehnt des 20. Jahrhunderts nach Planungen des Wiener Architekten Hans Prutscher ausgeführt, dem Bauherrn Friedrich X. von Dalberg ging es dabei in erster Linie um einen Neubau der Schlosskapelle und einen Umbau der Bibliothek. Die Hoffassade wurde nach eingehender Analyse der Bausubstanz auf Prutschers Vorschlag wieder an den ursprünglichen, in Vergessenheit geratenen Zustand (als zweigeschossige Loggia) angenähert, wobei die großen rundbogigen Öffnungen aber mit eisernen Fenstern versehen wurden.
1940 starb auf Schloss Datschitz mit Johannes Evangelist von Dalberg der letzte Dalberger. Erbin war seine Cousine, Maria Anna von und zu Dalberg (1891–1979), die mit Prinz Franz Emanuel Konstantin zu Salm und Salm-Salm (1876–1965) verheiratet war. 1945 wurde das Schloss enteignet und später als Museum genutzt. Es untersteht der Verwaltung des nationalen Denkmalinstituts und ist seit 2003 als nationales Kulturdenkmal klassifiziert.